# Basketane
Le basketane est un composé chimique de formule C10H12. Il s'agit d'un cycloalcane polycyclique dont le squelette carboné de la molécule présente une forme en panier, d'où son nom. Il peut être vu comme un dérivé du cubane auquel il est structurellement lié.
Le basketane  a été synthétisé en 1966, indépendamment par S. Masamune et al, et par W. G. Dauben et D. L. Whalen.
La rupture de deux liaisons carbone-carbone du basketane par hydrogénation permet d'accéder au twistane.